# François Amégasse
François Akol Amégasse (ur. 10 października 1965) – gaboński piłkarz grający na pozycji obrońcy.

## Kariera klubowa
W swojej karierze piłkarskiej Amégasse był zawodnikiem między innymi takich klubów jak: AS Sogara, Mbilinga FC i Petrosport FC.

## Kariera reprezentacyjna
W reprezentacji Gabonu Amégasse zadebiutował w 1984 roku. W 1994 roku wystąpił w dwóch meczach Pucharu Narodów Afryki 1994: z Nigerią (0:3) i z Egiptem (0:4).
W 1996 roku Amégasse został powołany do kadry na Puchar Narodów Afryki 1996. Na tym turnieju rozegrał trzy spotkania: z Liberią (1:2), z Demokratyczną Republiką Konga (0:2) i ćwierćfinale z Tunezją (1:1, k. 1:4).
W 2000 roku Amégasse był w kadrze Gabonu na Puchar Narodów Afryki 2000. Tam wystąpił dwukrotnie: z Republiką Południowej Afryki (1:3) i z Algierią (1:3).